# Amorphophallus infundibuliformis
Amorphophallus infundibuliformis är en kallaväxtart som beskrevs av Hett., A.Dearden och A.Vogel. Amorphophallus infundibuliformis ingår i släktet Amorphophallus och familjen kallaväxter. Inga underarter finns listade.